# Tejfehér kórócsiga
A tejfehér kórócsiga (Monacha cartusiana) Európában honos, a tüdőscsigákhoz tartozó szárazföldi csigafaj. 

## Külső megjelenése
A csiga házának magassága 6-10, szélessége 9–19 mm, 6 kanyarulatból áll, lapítottan kúpos formájú. Az utolsó kanyarulat erősen kitágul, szájadéka félhold formájú. Köldöke szűk, ajakduzzanata fehér, vöröses peremmel; kívülről is látható. A csigaház színe szaruszín árnyalatú fehér vagy kékesfehér, fényes és áttetsző. Az élő állat köpenyfoltjai jól láthatóak alatta. Az állat halvány sárgásbarna színű, csápjai sötétek lehetnek.   

## Elterjedése és életmódja
A tejfehér kórócsiga egész Nyugat- és Közép Európában elterjedt, keleten a Baltikum-Krím vonal határolja életterét. Skandináviában Dél-Svédországban és Dániában is előfordul, Dél-Angliába a történelem előtti időkben az ember vitte be.
Kedveli a nyílt területeket, réteket, a napos és száraz bozótosokat. Az ember környezetében kertekben, parkokban, útszéleken, romok között is előfordulhat. 700-1000 méternél magasabban már nem található meg. Táplálékát friss vagy fonnyadó növényi részek teszik ki. 1,2-1,3 mm átmérőjű petéit az ősz elején, szeptember-októberben rakja le, egyszerre 15-20-at; az állat peterakás után nem sokkal elpusztul. A petékből két hét múlva kelnek ki a kiscsigák. Élettartama nem haladja meg a két évet.
Magyarországon nem védett.

## Külső hivatkozások
- Fajleírás (angol nyelven)